# Giovanni Priuli
Giovanni Priuli, także Prioli (ur. około 1575 w Wenecji, zm. 1626 w Neuenkirchen) – włoski kompozytor i organista.

## Życiorys
Był wychowankiem Giovanniego Gabrielego, którego zastępował na stanowisku organisty weneckiej bazyliki św. Marka. Początkowo pozostawał w służbie przebywającej w Wenecji księżnej Urbino. Od 1609 do 1612 roku pełnił funkcję organisty kościoła San Rocco. W 1614 roku otrzymał posadę organisty na dworze arcyksięcia Ferdynanda w Grazu, a po jego koronacji na cesarza rzymskiego w 1619 roku został nadwornym kapelmistrzem w Wiedniu.
Jego twórczość reprezentuje styl szkoły weneckiej. W zakresie faktury i kontrapunktu nawiązywał do dorobku swojego mistrza, Giovanniego Gabrielego. Opublikował 5 zbiorów wokalnych utworów religijnych (Wenecja 1618–1624) i 5 zbiorów kompozycji świeckich (Wenecja 1604–1625).